# Mazus caducifer
Mazus caducifer är en tvåhjärtbladig växtart som beskrevs av Henry Fletcher Hance. Mazus caducifer ingår i släktet Mazus och familjen Mazaceae. Inga underarter finns listade i Catalogue of Life.